# The Roman Hat Mystery
The Roman Hat Mystery (El misteri del barret de copa), novel·la publicada en 1929 per l'editorial Stokes, és el primer dels misteris d'Ellery Queen escrits per Frederick Dannay i Manfred Lee sota l'esmentat pseudònim. A Espanya va ser difosa especialment per l'Editorial Aguilar.

## Argument
El relat s'inicia amb el descobriment del cos enverinat d'un advocat de dubtosa moralitat al pati de butaques del "Roman Theater" a la zona de Broadway de la ciutat de Nova York durant la representació d'una obra de teatre anomenada "Gunplay!". És el començament de la temporada, durant l'època de la "prohibició" i malgrat que l'obra té un notable èxit de públic, el cadàver es presenta assegut en una plaça, rodejat de seients buits. Un cert nombre de sospitosos, el passat dels quals els fa potencialment susceptibles al xantatge, estan en aquest moment al teatre, entre els centenars d'espectadors, alguns d'ells vinculats amb la companyia teatral i altres com a membres de l'audiència.
El cas és investigat per l'inspector Richard Queen de la Brigada d'Homicidis, amb l'assistència del seu fill Ellery, un jove escriptor i erudit bibliòfil. La pista principal en el misteri la constitueix la desaparició del barret de copa de la víctima, i se sospita que en el seu interior se contenien documents amb els que la víctima poguera estar extorsionant al probable assassí. Alguns dels sospitosos són considerats, però res pot ser demostrat fins que Ellery realitza un llarg procés de deducció lògica sobre la base del capell desaparegut i identifica la persona culpable del crim.

## Significat i crítica literària
El caràcter d'Ellery Queen i el format de la trama, més o menys relacionat amb el tòpic de "l'habitació tancada" probablement foren suggerits per les novel·les de detectius protagonitzades per Philo Vance, l'autor de les quals era S. S. Van Dine, i que foren molt populars en el moment. La novel·la va ser escrita com a participació dels autors, Dannay i Lee en un concurs literari, en el que va resultar guanyadora, però l'organització patrocinadora va decidir publicar abans altra de les obres presentades i els escriptors hagueren de cercar un nou editor, iniciant amb ella una llarga sèrie de novel·les amb el mateix protagonista, Ellery Queen, les nou primeres de les quals contenen en el títol un joc de paraules al·ludint a una nacionalitat. En aquest cas, roman hat (capell romà) és la forma de denominar en anglès als barrets de copa alta.
La introducció a esta novel·la conté alguns detalle que ara no se consideren ja com a part essencial del que podríem anomenar canon "Ellery Queen". Per exemple, la introducció està escrita per un desconegut "JJ McC.", que sembla un amic dels Queen, que fa esment del matrimoni d'Ellery i d'un fill, així com de la seu vida a Itàlia, i de què els noms d'ambdós, Ellery i Richard Queen són en realitat pseudònims. Cap d'aquestes circumstàncies sobrevisqueren per molt de temps. En la introducció també se parla del "cas d'assassinat de Barnaby Ross", que no sols no existeix en la sèrie d'obres dels dos escriptors, sinó que prefigura el pseudònim adoptat pels autors per a altra sèrie de relats, la protagonitzada per Drury Lane (actor especialista en Shakespeare, i detectiu afeccionat).
Tant en aquesta obra com a la resta de novel·les amb "nacionalitat" en el seu títol, se planteja la inusual característica d'un "desafiament al lector" just abans de la revelació final. El relat trenca la quarta paret i parla directament a qui està llegint. En aquest moment se suposa que els lectors estan ja en possessió de totes les dades pertinents, i poden intentar arribar a conclusions definitives sobre les qüestions que s'han anat plantejant i que han anat apuntant cap al vertader culpable o culpables del delicte. La solució pot ser assolida a través d'una sèrie de deduccions lògiques i observacions psicològiques que el protagonista farà patents en una reunió final amb els personatges implicats.
Tot i que els comportaments d'Ellery i els personatges poden irritar al lector atent, és innegable que la pulcritud en l'explicació definitiva que justifica els motius de la desaparició del barret de copa a l'interior del teatre i la resta dels detalls, converteix el relat en una mostra de gran habilitat narrativa, malgrat que els procediments i les referències legals, policíacs i penals serien impensables al nostre temps.
El títol següent de la sèrie va ser The French Powder Mistery.